# Hudson Bay
Pour les articles homonymes, voir Hudson Bay (homonymie).
Hudson Bay est une ville de la Saskatchewan (Canada). Le recensement de 2006 y dénombre 1 646 habitants.

## Géographie
La ville d'Hudson Bay est situé au centre-est de la province.

## Démographie
| 2001  | 2006  | 2011  | 2016  |
| ----- | ----- | ----- | ----- |
| 1 783 | 1 646 | 1 311 | 1 436 |

## Monuments et lieux touristiques
- Gare de Hudson Bay, exploitée par Via Rail Canada sur la ligne Winnipeg - Churchill.

## Culture
Il y a deux écoles à Hudson Bay: Stewart Hawke et Hudson Bay Composite High School.